# Anchorman
Anchorman (al femminile anchorwoman, in italiano vi si fa riferimento anche con il termine mezzobusto), è un termine della lingua inglese che indica un conduttore televisivo (generalmente un giornalista o un telecronista) dotato di grande carisma. Il termine anchor (“àncora”) indica la capacità del conduttore di coordinare i vari giornalisti che si alternano in video durante la trasmissione. Per esempio, nella conduzione di un telegiornale, l'anchorman tiene collegato ogni momento del programma, gestendo personalmente il passaggio dalle notizie politiche alla cronaca nera e, da questa, all'economia e poi allo sport. Spesso interviene tra un servizio e l'altro con commenti personali, anche estemporanei.

## Storia
Il termine venne coniato nel 1952 da Sig Mickelson, direttore delle notizie della rete CBS. Nel 1951 Mickelson, trentasettenne, era approdato dalla CBS Radio alla CBS Television. L'informazione giornalistica televisiva era, all'epoca, ancora allo stato embrionale. Nel 1952 erano previste le elezioni presidenziali e tutti gli americani avrebbero seguito la campagna elettorale. Per la prima volta, inoltre, i congressi (convention) dei due partiti sarebbero andati in onda su tutto il territorio nazionale, dall'Atlantico al Pacifico, in diretta tv. 
Mickelson scommise sulla campagna elettorale come l'evento che avrebbe lanciato l'informazione televisiva negli Stati Uniti.
Per gli eventi di portata nazionale non esisteva un modello già collaudato. L'unico precedente cui fare riferimento era la copertura dell'informazione durante la seconda guerra mondiale. Le reti radiofoniche statunitensi avevano inviato un cronista in ciascun teatro di guerra. Le redazioni raccoglievano i loro servizi e poi li mettevano in onda durante il giornale radio.
Mickelson utilizzò i 14 giornalisti a sua disposizione in maniera differente. Decise che un caposervizio, chiamato da lui anchorman, avrebbe coordinato tutti i corrispondenti dalle principali città. Inaspettatamente, nessuno tra i principali giornalisti della CBS fu disposto ad accettare questo nuovo ruolo. Mickelson scelse allora un corrispondente locale, Walter Cronkite, che aveva all'epoca 34 anni e lavorava alla CBS da appena due anni.
I congressi partitici del 1952 segnarono, come Mickelson aveva previsto, il sorpasso dell'informazione televisiva su quella radiofonica. Walter Cronkite dimostrò di aver capito perfettamente il compito assegnatogli, ripagando Mickelson della sua fiducia. Cronkite, che era collegato in tempo reale con diverse sedi sparse su tutto il territorio nazionale, doveva convertire nella forma di notizie le comunicazioni verbali che gli giungevano in cuffia in ogni momento. Il giovane giornalista si rivelò particolarmente adatto al compito grazie alla sua abilità nell'intervenire in diretta video anche in assenza di notizie scritte.
Fino ad allora i giornalisti che lavoravano in studio avevano fatto principalmente una cosa: leggere (anche le interviste erano spesso basate su domande scritte).
L'imperturbabilità e la padronanza di sé che Cronkite mostrò al pubblico, anche mentre comunicava notizie giuntegli all'ultimo minuto, fecero di lui la prima star degli anchorman televisivi.

## La figura dell'anchorman in Italia
Un esempio dell'impiego della figura dell'anchorman in Italia si può trovare nel TG4, dove nell'edizione serale del telegiornale è sempre stata presente una figura di spicco della redazione, come Emilio Fede (direttore della testata giornalistica e conduttore dell'edizione serale del notiziario dal 1992 al 2012), Alessandro Cecchi Paone, Federico Novella, Gerardo Greco e Giuseppe Brindisi in passato e Stefania Cavallaro attualmente. Un altro esempio di anchorman italiano degno di nota è Enrico Mentana, che è stato direttore e principale conduttore delle edizioni serali del TG5 dal 1992 al 2004 e ricopre gli stessi ruoli al TG LA7 dal 2010. Esempi nei telegiornali della Rai sono invece Bruno Vespa al TG1 e Sandro Curzi, Maurizio Mannoni e Bianca Berlinguer al TG3.